# Loango Nationalpark
Loango Nationalpark (fransk: Parc national de Loango) er en nationalpark i det vestlige Gabon omkring 300 km hovedstaden Libreville. Den beskytter forskellige kysthabitater, herunder en del af den 220 km² store Iguela-lagune, det eneste betydningsfulde eksempel på et typisk vestafrikansk lagunesystem, der er beskyttet i en nationalpark. den ligger ca. 300 km fra hovedstaden Libreville
Nationalparken ligger mellem Nkomi- og Ndogo-lagunerne og strækker sig over et areal på 1,550 km² med savanne, strand, skov og mangrover. Naturforskeren Mike Fay kaldte Loango for "Afrikas sidste paradis", og det er her, fotografen Michael "Nick" Nichols fra National Geographic tog sine billeder af surfende flodheste. Begge mænd kalder Loango for 'surfingflodhestenes land'. Loango Nationalpark giver mulighed for at observere en række store pattedyr, som elefanter, bøfler, flodheste, gorillaer og leoparder, der vover sig ud på strandene.
Her findes verdens næststørste (efter Sydafrika) koncentration og variation af hvaler og delfiner lige ud for Loango-kysten. Området har over 100 km ubeboet kystlinje med pukkelhvaler og spækhuggere.
Verdensnaturbeskyttelsesunionen eller International Union for the Conservation of Nature and Natural Resourceser (IUCN) klassificerede Loango Nationalpark som et faunareservat og et beskyttet område.

## Historie
De første fauna-reservater i Loango-området blev grundlagt i 1956. Parken blev derefter etableret i 2002 sammen med 13 andre, der tilsammen udgør cirka 10% af Gabons samlede landmasse.

## Galleri
- Elefant med GPS-halsbånd
- Elefant med strejfende afkom
- Bar med udsigt på Southern Park Camp Site
- Enlige vilde bøfler strejfer rundt i parken